# Lago Welsperg
Il lago Welsperg è un lago artificiale ornamentale situato nel comune trentino di Primiero San Martino di Castrozza. Si trova in Val Canali bassa,, presso Villa Welsperg, a 1018 metri di quota.